# Kijaszkowo (województwo wielkopolskie)
Kijaszkowo – wieś w Polsce położona w województwie wielkopolskim, w powiecie pilskim, w gminie Wysoka.
W znajdującym się we wsi pałacu od 1946 roku ma siedzibę Państwowy Dom Dziecka.
W latach 1975–1998 miejscowość administracyjnie należała do województwa pilskiego.
Do niedawna jeździła tu kolejka wąskotorowa.